# Station Dreuil-lès-Amiens
Station Dreuil-lès-Amiens is een spoorwegstation in de Franse gemeente Dreuil-lès-Amiens.